# Folgoso (Castro Caldelas)
Folgoso (llamada oficialmente Santiago de Folgoso) es una parroquia y un lugar del municipio español de Castro Caldelas, en la provincia de Orense, Galicia.

## Organización territorial
La parroquia está formada por dos entidades de población:

### Entidades de población
Entidades de población que forman parte de la parroquia:
- Folgoso

### Despoblado
Despoblado que forma parte de la parroquia:
- Casixordo

## Demografía

### Parroquia
| Gráfica de evolución demográfica de Folgoso (parroquia) entre 2000 y 2022 |
|                                                                           |
| Datos según el nomenclátor publicado por el INE.                          |

### Lugar
| Gráfica de evolución demográfica de Folgoso (lugar) entre 2000 y 2022 |
|                                                                       |
| Datos según el nomenclátor publicado por el INE.                      |